# Stazione di Travedona-Biandronno
Stazione di Travedona-Biandronno vasútállomás Olaszországban, Lombardia régióban, Travedona-Monate településen.

## Vasútvonalak
Az állomást az alábbi vasútvonalak érintik:
- Luino–Milánó-vasútvonal

## Kapcsolódó állomások
A vasútállomáshoz az alábbi állomások vannak a legközelebb:
- Stazione di Ternate-Varano Borghi (Stazione di Gallarate, S30)
- Stazione di Besozzo (Cadenazzo vasútállomás, S30)